# レーチェル レーチェル
『レーチェル レーチェル』（Rachel, Rachel）は、 1968年に製作されたアメリカ映画。ポール・ニューマン監督。

## キャスト
※括弧内は日本語吹替（初回放送1976年1月19日『月曜ロードショー』）
- レーチェル：ジョアン・ウッドワード（初井言栄）
- ニック：ジェームズ・オルソン（佐々木功）
- キャラ・マッキー：エステル・パーソンズ
- メイ・キェメロン：ケイト・ハリントン
- ニーアル・キャメロン：ドナルド・モファット
- ジェラルディン・フィッツジェラルド

## 受賞歴
| 賞                           | 部門                    | 候補者                 | 結果       |
| ---------------------------- | ----------------------- | ---------------------- | ---------- |
| アカデミー賞                 | 作品賞                  | ポール・ニューマン     | ノミネート |
| アカデミー賞                 | 主演女優賞              | ジョアン・ウッドワード | ノミネート |
| アカデミー賞                 | 助演女優賞              | エステル・パーソンズ   | ノミネート |
| アカデミー賞                 | 脚色賞                  | スチュワート・スターン | ノミネート |
| ゴールデングローブ賞         | 主演女優賞 (ドラマ部門) | ジョアン・ウッドワード | 受賞       |
| ゴールデングローブ賞         | 監督賞                  | ポール・ニューマン     | 受賞       |
| 英国アカデミー賞             | 主演女優賞              | ジョアン・ウッドワード | ノミネート |
| ニューヨーク映画批評家協会賞 | 主演女優賞              | ジョアン・ウッドワード | 受賞       |
| ニューヨーク映画批評家協会賞 | 監督賞                  | ポール・ニューマン     | 受賞       |
| 全米監督協会賞               | 長編映画監督賞          | ポール・ニューマン     | ノミネート |